# Lloyd Price

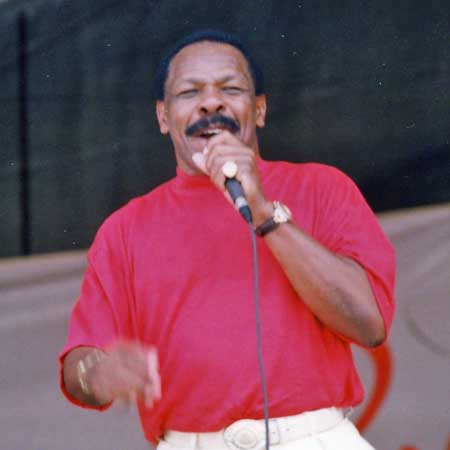
Lloyd Price 1996 auf dem New Orleans Jazz & Heritage Festival

Lloyd Price (* 9. März 1933 in Kenner, Louisiana; † 3. Mai 2021 in New Rochelle, New York) war ein amerikanischer R&B- und Rock-’n’-Roll-Sänger, der vor allem in den 1950er und frühen 1960er Jahren erfolgreich war.

## Karriere
Price wuchs in Kenner auf, einem Vorort von New Orleans, wo er durch die Jukebox in der Fischbude seiner Mutter schon früh mit der Musik von Louis Jordan, Amos Milburn, Jimmy und Joe Liggins sowie Roy Milton vertraut wurde. Zusammen mit seinem kleinen Bruder Leo stellte Price in den frühen 1950er Jahren eine Band zusammen, die vor allem in der Umgebung Kenners spielte. Bei einem solchen Auftritt wurde Dave Bartholomew auf den jungen Sänger aufmerksam. Infolgedessen bekam Price 1952 einen Plattenvertrag bei Specialty Records. Seine Komposition Lawdy Miss Clawdy schnellte an die Spitze der R&B-Charts und gilt heute als Klassiker. Es folgten noch die Hits Ooh, Ooh, Ooh, Restless Heart, Tell Me Pretty Baby und Ain’t It a Shame, dann musste Price zum Militär und wurde nach Korea entsandt.
Nach seiner Rückkehr gründete er zusammen mit Harold Logan und Bill Boskent ein eigenes Label namens KRC Records. Durch die Ballade Just Because, zunächst auf KRC veröffentlicht, wurde ABC-Paramount auf Price aufmerksam und er bekam dort 1957 einen Plattenvertrag. Stagger Lee, seine Version des Folksongs Stack-a-Lee, schaffte es 1958 sowohl an die Spitze der R&B- als auch der Popcharts. 1959 folgten die Hits Where Were You (On Our Wedding Day)?, Personality, I’m Gonna Get Married und Come into My Heart. 1960 hatte Price mit Lady Luck und Question Erfolg.
1962 verabschiedete Price sich von ABC-Paramount und gründete zusammen mit Logan Double L Records, wo Wilson Pickett seine ersten Aufnahmen machte. Später leiteten die beiden noch ein weiteres Label, Turntable Records. Doch nachdem Logan 1969 ermordet worden war, zog sich Price zunächst vollkommen aus der Musikszene zurück. Er zog nach Afrika und unterstützte dort finanziell Muhammad Ali bei zwei Boxkämpfen. In den frühen 1980er Jahren kehrte Price nach Amerika zurück, trat jedoch weiterhin nicht öffentlich auf, bis er 1993 an einer Europatournee mit Jerry Lee Lewis, Little Richard und Gary U. S. Bonds teilnahm.
1998 wurde er in die Rock and Roll Hall of Fame aufgenommen. Price starb Anfang Mai 2021 im Alter von 88 Jahren an den Folgen einer Diabetes-Erkrankung.

## Diskografie

### Studioalben
- 1959: Lloyd Price (Specialty 2105)
- 1959: The Exciting Lloyd Price (ABC-Paramount 277)
- 1959: Mr. Personality (ABC-Paramount 297)
- 1960: Mr. Personality Sings the Blues (ABC-Paramount 315)
- 1960: Mr. Personality’s 15 Hits (ABC-Paramount 324)
- 1960: The Fantastic Lloyd Price (ABC-Paramount 346)
- 1961: Sings the Million Sellers (ABC-Paramount 366)
- 1961: Cookin’ (ABC-Paramount 382)
- 1963: This Is My Band (Double-L 8301)
- 1963: Misty (Double-L 8303)
- 1965: Swings for Sammy (Monument 18032)
- 1969: Now (Lloyd Price’s Turntable 5001)
- 1972: To the Roots and Back (GSF 1003)
- 1976: Music-Music (LPG 001)
- 1978: The Nominee (Olde World 7704)
- 1986: Walkin’ the Track (Specialty 2163)

### Kompilationen
- 1972: The Best of Lloyd Price (Scepter 18006)
- 1972: 16 Greatest Hits (ABC 763)
- 1976: The ABC Collection (ABC 30006)
- 1976: Golden Dozen (TSG 802)
- 1978: The Best Of (Pickwick 3630)
- 1986: Lloyd Price’s Specialty Hits (6 Vinylsingles; Specialty 5)
- 1986: Personality Plus (Specialty 2156)
- 1988: Greatest Hits (MCA 1503)
- 1988: Vintage Gold (Minialbum; MCA 37300)
- 1989: Greatest Hits (MCA 35172)
- 1991: Lawdy! (Specialty 7010)
- 2010: Restless Heart: The Ultimate Singles Collection 1952–59 (2 CDs; Jasmine 552)
- 2014: Seven Classic Albums Plus Singles (4 CDs; Real Gone 140)
- 2015: Sings the Million Sellers (WaxTime 772008)

### Singles
| Jahr | Titel Album                                                   | Höchstplatzierung, Gesamtwochen, AuszeichnungChartplatzierungen (Jahr, Titel, Album, Platzierungen, Wochen, Auszeichnungen, Anmerkungen) | Höchstplatzierung, Gesamtwochen, AuszeichnungChartplatzierungen (Jahr, Titel, Album, Platzierungen, Wochen, Auszeichnungen, Anmerkungen) | Höchstplatzierung, Gesamtwochen, AuszeichnungChartplatzierungen (Jahr, Titel, Album, Platzierungen, Wochen, Auszeichnungen, Anmerkungen) | Höchstplatzierung, Gesamtwochen, AuszeichnungChartplatzierungen (Jahr, Titel, Album, Platzierungen, Wochen, Auszeichnungen, Anmerkungen) | Anmerkungen |
| Jahr | Titel Album                                                   | DE | UK | US | R&B | Anmerkungen |
| ---- | ------------------------------------------------------------- | --- | --- | --- | --- | --- |
| 1952 | Lawdy Miss Clawdy Lloyd Price                                 | — | — | — | R&B1 (26 Wo.)R&B | Erstveröffentlichung: April 1952 nichtzertifizierter Millionenseller Autor: Lloyd Price                                                          |
| 1952 | Oooh-Oooh-Oooh Lloyd Price                                    | — | — | — | R&B4 (10 Wo.)R&B | Erstveröffentlichung: September 1952 Autor: Lloyd Price                                                                                          |
| 1952 | Restless Heart                                                | — | — | — | R&B5 (4 Wo.)R&B | B-Seite von Oooh-Oooh-Oooh Autor: Lloyd Price |
| 1953 | Ain’t It a Shame?                                             | — | — | — | R&B4 (7 Wo.)R&B | Erstveröffentlichung: Januar 1953 Autor: Eddy Owens                                                                                              |
| 1953 | Tell Me Pretty Baby Lloyd Price                               | — | — | — | R&B8 (2 Wo.)R&B | B-Seite von Ain’t It a Shame? Autor: Lloyd Price                                                                                                 |
| 1957 | Just Because The Exciting Lloyd Price                         | — | — | US29 (20 Wo.)US | R&B3 (12 Wo.)R&B | Erstveröffentlichung: 1956 Autor: Lloyd Price Melodie angelehnt an die Arie Caro nome aus Rigoletto                                              |
| 1957 | Lonely Chair                                                  | — | — | US88 (1 Wo.)US | — | Erstveröffentlichung: Juli 1957 Autoren: Lloyd Price, William Boskent                                                                            |
| 1958 | Stagger Lee The Exciting Lloyd Price                          | — | UK7 (14 Wo.)UK | US1 (21 Wo.)US | R&B1 (19 Wo.)R&B | Erstveröffentlichung: November 1958 mit dem Don Costa Orchestra Platz 456 der Rolling Stone 500 (Liste 2004) Adaption: Lloyd Price, Harold Logan |
| 1959 | Where Were You (On Our Wedding Day)? The Exciting Lloyd Price | — | UK15 (6 Wo.)UK | US23 (11 Wo.)US | R&B4 (8 Wo.)R&B | Erstveröffentlichung: Februar 1959 mit dem Don Costa Orchestra Autoren: Lloyd Price, Harold Logan, John Patton                                   |
| 1959 | Personality Mr. Personality                                   | DE17 (3 Wo.)DE | UK9 (10 Wo.)UK | US2 (19 Wo.)US | R&B1 (16 Wo.)R&B | Erstveröffentlichung: April 1959 mit dem Don Costa Orchestra Autoren: Lloyd Price, Harold Logan                                                  |
| 1959 | I’m Gonna Get Married Mr. Personality                         | — | UK23 (5 Wo.)UK | US3 (14 Wo.)US | R&B1 (13 Wo.)R&B | Erstveröffentlichung: Juli 1959 mit dem Don Costa Orchestra Autoren: Lloyd Price, Harold Logan                                                   |
| 1959 | Three Little Pigs Mr. Personality’s 15 Hits                   | — | — | — | R&B15 (4 Wo.)R&B | B-Seite von I’m Gonna Get Married Autoren: Lloyd Price, Harold Logan                                                                             |
| 1959 | Come into My Heart Mr. Personality’s 15 Hits                  | — | — | US20 (14 Wo.)US | R&B2 (13 Wo.)R&B | Erstveröffentlichung: Oktober 1959 mit dem Sid Feller Orchestra Autoren: Lloyd Price, Harold Logan                                               |
| 1959 | Wont’cha Come Home Mr. Personality’s 15 Hits                  | — | — | US43 (10 Wo.)US | R&B6 (11 Wo.)R&B | B-Seite von Come into My Heart mit dem Sid Feller Orchestra Autoren: Lloyd Price, Harold Logan                                                   |
| 1960 | Lady Luck Mr. Personality’s 15 Hits                           | — | UK45 (1 Wo.)UK | US14 (13 Wo.)US | R&B3 (12 Wo.)R&B | Erstveröffentlichung: Januar 1960 mit dem Sid Feller Orchestra Autoren: Lloyd Price, Harold Logan                                                |
| 1960 | Never Let Me Go Mr. Personality’s 15 Hits                     | — | — | US82 (3 Wo.)US | R&B26 (2 Wo.)R&B | B-Seite von Lady Luck mit dem Sid Feller Orchestra Autor: Luther Dixon                                                                           |
| 1960 | No If’s – No And’s                                            | — | — | US40 (7 Wo.)US | R&B16 (3 Wo.)R&B | Erstveröffentlichung: April 1960 mit dem Sid Feller Orchestra Autoren: Lloyd Price, Harold Logan                                                 |
| 1960 | For Love                                                      | — | — | US43 (6 Wo.)US | — | B-Seite von No If’s – No And’s mit dem Sid Feller Orchestra Autoren: Lloyd Price, Harold Logan                                                   |
| 1960 | Question                                                      | — | — | US19 (11 Wo.)US | R&B5 (12 Wo.)R&B | Erstveröffentlichung: Juni 1960 mit dem Sid Feller Orchestra Autoren: Lloyd Price, Harold Logan                                                  |
| 1960 | Just Call Me (And I’ll Understand)                            | — | — | US79 (4 Wo.)US | — | Erstveröffentlichung: August 1960 mit dem Sid Feller Orchestra Autoren: Lloyd Price, Harold Logan                                                |
| 1960 | (You Better) Know What You’re Doin’                           | — | — | US90 (2 Wo.)US | — | Erstveröffentlichung: Oktober 1960 mit dem Sid Feller Orchestra Autoren: Lloyd Price, Harold Logan                                               |
| 1963 | Misty                                                         | — | — | US21 (9 Wo.)US | R&B11 (9 Wo.)R&B | Erstveröffentlichung: August 1963 Musik: Erroll Garner, Text: Johnny Burke Original (Instrumental): Erroll Garner Trio, 1954                     |
| 1963 | Billie Baby                                                   | — | — | US84 (3 Wo.)US | R&B38 (5 Wo.)R&B | Erstveröffentlichung: Dezember 1963 Autoren: Lloyd Price, Harold Logan basiert auf dem Standard Won’t You Come Home, Bill Bailey                 |
| 1969 | Bad Conditions Now                                            | — | — | — | R&B21 (8 Wo.)R&B | Erstveröffentlichung: September 1969 Autoren: Al Pyfrom, Dorothy Hughes, Jimmy Norman                                                            |
| 1973 | Trying to Slip (Away)                                         | — | — | — | R&B32 (10 Wo.)R&B | Erstveröffentlichung: Juni 1973 Autoren: Lloyd Price, Frederick Knight                                                                           |
| 1976 | What Did You Do with My Love Music-Music                      | — | — | — | R&B99 (2 Wo.)R&B | Erstveröffentlichung: Juli 1976 Autor: Lloyd Price                                                                                               |

grau schraffiert: keine Chartdaten aus diesem Jahr verfügbar
Weitere Veröffentlichungen
- 1953: What’s the Matter Now? (VÖ: März)
- 1953: Where You At? (VÖ: Mai)
- 1953: I Wish Your Picture Was You (VÖ: August)
- 1954: Too Late for Tears (VÖ: Februar)
- 1954: Jimmie Lee (VÖ: Mai)
- 1954: Chee-Koo Baby (VÖ: Oktober)
- 1955: Lord, Lord, Amen! (VÖ: Januar)
- 1956: I Yi Yi Gomen-A-Sai (I’m Sorry) (VÖ: März)
- 1956: Country Boy Rock / Rock ’n’ Roll Dance (VÖ: Mai)
- 1956: Forgive Me, Clawdy (VÖ: September)
- 1957: Baby, Please Come Home (VÖ: April)
- 1957: Lonely Chair (VÖ: Juli)
- 1957: Georgianna (VÖ: Oktober)
- 1958: To Love and Be Loved (VÖ: März)
- 1958: No Limit to Love (VÖ: Mai)
- 1959: Gonna Let You Come Back Home (VÖ: April)
- 1961: Boo Hoo (VÖ: Januar)
- 1961: One Hundred Percent (VÖ: März)
- 1961: String of Pearls (VÖ: April)
- 1961: I Ain’t Givin’ Up Nothin’ (VÖ: Mai)
- 1961: Talk to Me (VÖ: Juni)
- 1962: Be a Leader (VÖ: Januar)
- 1962: Twistin’ the Blues (VÖ: Februar)
- 1962: Your Picture (VÖ: Juni)
- 1962: Under Your Spell Again (VÖ: Oktober)
- 1963: Who’s Sorry Now (VÖ: Februar)
- 1963: Pistol Packin’ Mama (VÖ: Mai)
- 1963: Auld Lang Syne (VÖ: Dezember)
- 1964: You’re Nobody Till Somebody Loves You (VÖ: Februar)
- 1964: I Love You, I Just Love You (VÖ: September)
- 1964: Amen (VÖ: November)
- 1965: Woman (VÖ: März)
- 1965: If I Had My Life to Live Over (VÖ: Juni)
- 1965: You’re Reading Me (VÖ: Oktober)
- 1966: Peeping and Hiding (VÖ: Januar)
- 1966: The Man Who Took the Valise Off the Floor of Grand Central Station at Noon (VÖ: Juli)
- 1967: Cupid’s Bandwagon
- 1968: Send Me Some Lovin’ (VÖ: März)
- 1968: Take All (VÖ: Oktober)
- 1968: The Truth (VÖ: Dezember)
- 1969: The Grass Will Sing for You
- 1970: Little Volcano
- 1971: Hooked on a Feeling (VÖ: März)
- 1971: Natural Sinner (VÖ: Juli)
- 1972: Sing a Song (VÖ: Oktober)
- 1973: Love Music (VÖ: Februar)
- 1973: Where Were You (On Our Wedding Day)?
- 1985: Heavy Dream